# Mirjam Unger

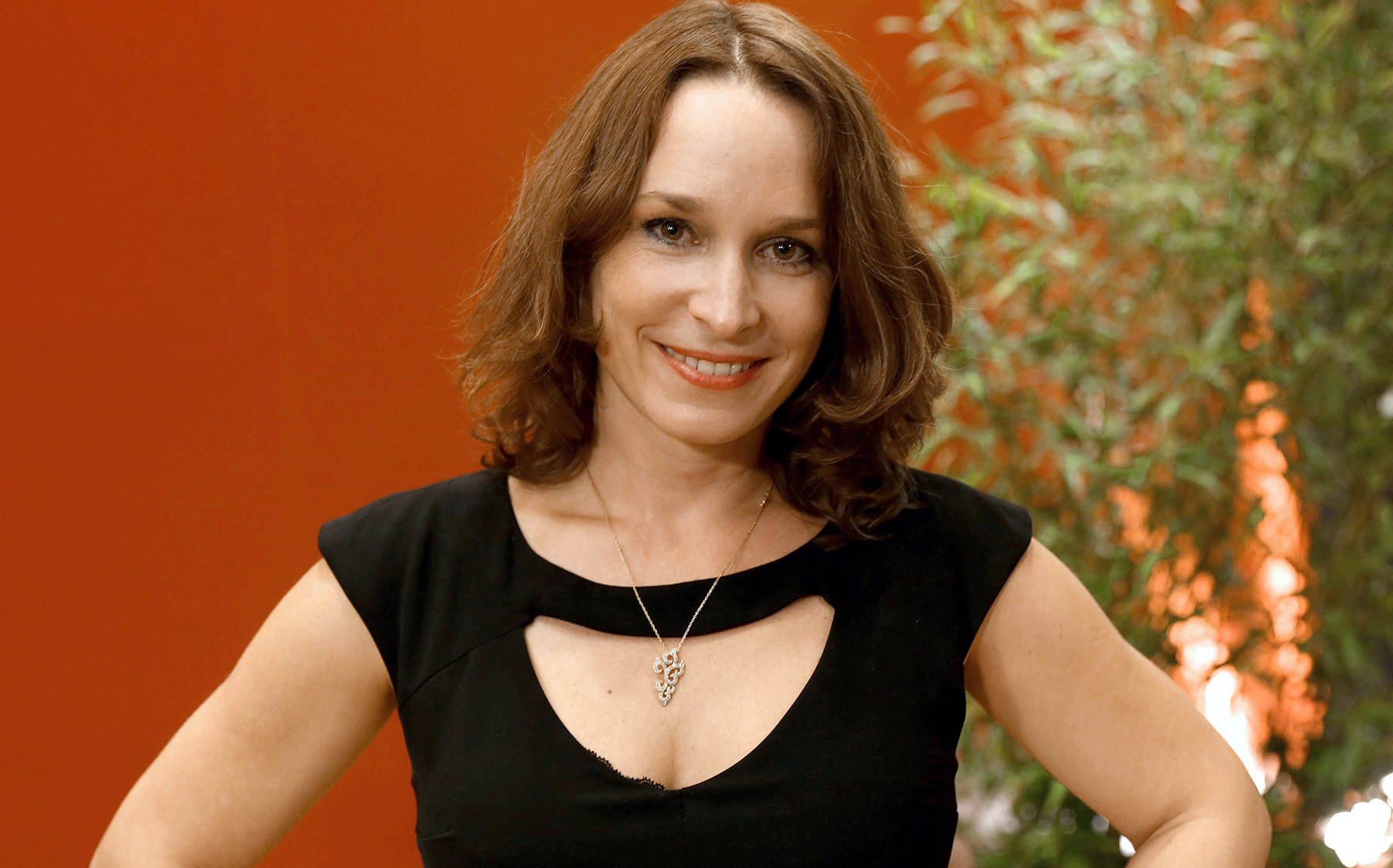
Mirjam Unger, 2013

Mirjam Unger (* 9. August 1970 in Klosterneuburg bei Wien) ist eine österreichische Filmregisseurin, Drehbuchautorin, Moderatorin und Fotografin.

## Leben und Wirken
Mirjam Unger maturierte 1987 am Lycée Français de Vienne. Von 1988 bis 1989 verbrachte sie ein Jahr in Brasilien mit AFS. Anschließend gelangte sie zum ORF, wo sie bis 1995 bei der Ö3-Sendung ZickZack als Reporterin und Moderatorin tätig war. Die ORF-Jugendsendung X-Large gestaltete sie von 1991 bis 1995 mit, das TV Magazin Nitebox moderierte sie von 1996 bis 1997. Sie ist Gründungsmitglied von Radio FM4. 1995–2012 moderierte sie beim österreichischen Radiosender FM4 regelmäßig die Sendungen Connected und Homebase. Derzeit spricht sie im Radio gelegentlich auf Ö1 z. B. das Ö1 Radiokolleg-Poplexikon.
Seit 2012 widmet sie sich vor allem ihrer Filmarbeit und moderiert Live-Events.
Von 1993 bis 2001 studierte sie Regie bei Wolfgang Glück an der Filmakademie Wien und produzierte in diesem Rahmen mehrere international prämierte Kurzfilme wie Speak Easy (1997) oder Mehr oder weniger (1999). Auch entstanden Auftragsarbeiten wie Image- oder Werbefilme sowie Musikvideos wie Es ist so schade für die Band Lassie Singers oder 2009 Into the Future für die österreichische Electroformation Bunny Lake. Ihren ersten Spielfilm stellte sie im Jahr 2000 fertig: Ternitz, Tennessee (siehe auch Ternitz und Tennessee). Darin spielen Persönlichkeiten ihres FM4-Umfeldes, wie Gerald Votava als „Elvis“-Imitator oder Clemens Haipl, genauso wie Nina Proll (in der Hauptrolle, Roland Düringer und Doris Schretzmayer in Nebenrollen) mit. 2005 gründete sie gemeinsam mit Pamela Rußmann die Fotopartnerschaft :miupar. 2007 brachte sie ihren ersten Dokumentarfilm Vienna’s Lost Daughters in die Kinos. Der Film gewann den Publikumspreis bei der Diagonale 2007 und erschien 2010 als DVD im Rahmen der Standard-Edition „Der österreichische Film“.
Als Autorin (Co-Autorin Veronika Weidinger) und Regisseurin stellte sie mit der Wiener Mobile Filmproduktion den Kinodokumentarfilm Oh Yeah, She Performs! über die österreichischen Musikerinnen Gustav, Clara Luzia, Teresa Rotschopf und Luise Pop her. Der Film hatte 2012 seine Uraufführung bei der Viennale und erschien 2014 als DVD im Rahmen der Standard-Edition „Der österreichische Film“.
2016 hatte ihre Verfilmung von Christine Nöstlingers Maikäfer flieg! bei der Diagonale Premiere. Die Verfilmung der Kindheit Nöstlingers erhielt nationale und internationale Auszeichnungen wie etwa den Preis für die Beste Schauspielerin der Diagonale 2016 für Ursula Strauss, den Preis für den Besten Jugendfilm beim Filmkunstfest Schwerin 2017, den Preis für den Besten Film und Bester Film der Jugendjury beim deutschsprachigen Festival Augenblick im Elsass, Straßburg 2017, und zwei Österreichische Filmpreise 2017 für die beste Tongestaltung und das beste Kostüm.
Mirjam Unger arbeitet außerdem als Dokumentarfilmerin und als Journalistin für die ORF-Sendung Am Schauplatz. Ihre Dokumentation Armut ist kein Kinderspiel 2014 über Kinderarmut in Österreich erhielt den Prälat-Leopold-Ungar-Preis in der Kategorie TV und den Preis „von unten“ für die beste TV-Doku. 2015 entstand die TV-Doku Meine Narbe! über Frauen, die von Kaiserschnittgeburten und den Folgen erzählen. Der Film wurde für die Romyverleihung 2015 nominiert.
Mirjam Unger arbeitet als Drehbuchautorin im Duo mit Co-Autorin Sandra Bohle.
2018 führte sie erstmals Regie bei einer TV-Serie, den Folgen 36–40 der 4. Staffel der Vorstadtweiber.
2019 war sie bei der 5. Staffel wieder für fünf Folgen der Vorstadtweiber als Regisseurin tätig, 2020 führte sie Regie bei der letzten und 6. Staffel. Zudem gab sie im gleichen Jahr ihr Krimiregiedebüt im ZDF/ORF-Landkrimi Tirol Das Mädchen aus dem Bergsee von Autorin Eva Testor und inszenierte den ZDF-Weihnachtsfilm Alle Nadeln an der Tanne geschrieben von Uli Brée und Rupert Henning, zum Teil in den Bavaria Studios.
2022 inszenierte sie 5 Folgen der ORF/ARD-Serie Tage, die es nicht gab von Autor Mischa Zickler und führt erstmals gemeinsam mit Arman T. Riahi und Arash T. Riahi Regie beim Episodenfilm Schrille Nacht. 2023 führte sie Regie bei der ORF-Serie Biester und inszenierte ihren ersten Tatort. Sowohl Biester  als auch Tage, die es nicht gab gingen 2024 in eine zweite Staffel. Ende 2024 fanden dann die Dreharbeiten zum dritten Landkrimi Tirol (Tod in Tirol) statt.
Sie hat eine Tochter (Maya Unger) mit Antonin Svoboda und einen Sohn mit Gerald Votava.

## Filmografie
- 1994: Sonnenaufgang (Kurzfilm, 8 min)
- 1995: House of Sirius (Kurzfilm, 13 min)
- 1996: Nachricht von H. (Kurzfilm, 15 min)
- 1997: Speak Easy (Kurzfilm, 20 min)
- 1999: Mehr oder weniger (Kurzfilm, 18 min)
- 2000: Ternitz, Tennessee (Spielfilm, 80 min)
- 2002: Die ganze Nacht (Kurzfilm, 14 min)
- 2007: Vienna’s Lost Daughters (Dokumentarfilm, 87 min)
- 2012: Oh Yeah, She Performs (Dokumentarfilm, 101 min)
- 2014: Am Schauplatz – „Armut ist kein Kinderspiel“ (Dok 50 min)
- 2014: Meine Narbe (Dok 60 min)
- 2016: Maikäfer flieg! (Spielfilm 100 min)
- 2016: Am Schauplatz – „Seestadt“ (Dok 50 min)
- 2017: Am Schauplatz – „Die Frau an der Waffe“ (Dok 50 min)
- 2018/19: Vorstadtweiber Staffel vier Folgen 36–40, Vorstadtweiber Staffel fünf Folgen 41–45 (TV-Serie, 10×48 min)
- 2020: Landkrimi Tirol: Das Mädchen aus dem Bergsee (TV-Film, 90 min)
- 2020: Alle Nadeln an der Tanne (TV-Film, 90 min)
- 2020/2021: Vorstadtweiber Staffel 6 Folgen 41–45
- 2022: Tage, die es nicht gab (Fernsehserie)
- 2022: Schrille Nacht (TV Episodenfilm, 3 Episoden)
- 2023: Landkrimi Tirol: Der Tote in der Schlucht (Fernsehreihe, TV-Film, 90 min)
- 2023: Abenteuer Weihnachten – Familie kann nie groß genug sein (TV-Film, 90 min)
- 2024: Biester (Fernsehserie, 5 Episoden)
- 2024: Tatort: Deine Mutter (Fernsehreihe)

## Auszeichnungen
- 1998: Jim Klein Award (Arcata) und The Golden Spire (San Francisco) für Speak Easy
- 2007: Publikumspreis bei der Diagonale für Vienna’s Lost Daughters
- 2015: Prälat-Leopold-Ungar-JournalistInnenpreis für Am Schauplatz – Armut ist kein Kinderspiel[4]
- 2017: Bester Jugendfilm beim Filmkunstfest Schwerin: Maikäfer flieg!
- 2017: Bester Film und Bester Film der Jugendjury beim Festival Augenblick Elsass, Strassburg: Maikäfer flieg!
- 2021: Bester Fernsehfilm. Preis der Erwachsenenbildung für Das Mädchen aus dem Bergsee
- 2022: Bester Fernsehfilm. Preis der Erwachsenenbildung für den Episodenfilm Schrille Nacht
- 2023: Romy in der Kategorie Beste Regie TV/Stream für Tage, die es nicht gab[5]